# Radamana varicolor
Radamana varicolor är en insektsart som beskrevs av William Lucas Distant 1906. Radamana varicolor ingår i släktet Radamana och familjen lyktstritar. Inga underarter finns listade i Catalogue of Life.